# The Cult (музичка група)
Калт је британска рок група, основана 1983. године. Они су привукли масу верних фанова у великој Британији средином 1980-их као пост-панк/готик-рок група са сингловима као што је "Она продаје склониште", пре пробијања у мејнстрим у САД крајем 1980-их година, као хард-рок група са сингловима као што су "Машина за скидање љубави" и "Ватрена жена". Критичари су их описивали као доза хард-рока са примесама мистичности Дорса и гитарских оркестрација у стилу Лед Цепелина... са елементима пост-панк готик-рока". Од настанка у Бредфорду 1981. године, група је имала различите саставе; Једина два стална члана су певач Ијан Ежбури и гитариста Били Дафи, аутори свих песама групе.
Након пресељења у Лондон, група је издала албум "Љубав" 1985. године, који је доспео на 4. место топ-листе у великој Британији, и у који су ушли као синглови као "Она продаје склониште" и "Киша". У касним 1980-им, група је променила жанр из пост-панк у хард-рок, њиховим трећим албумом, "Електричан"; продуцираном од стране Рика Рубина. Њихов четврти албум, "Сонични храм", направљен као мешавина утицаја албума "Љубав" и "Електричан", омогућила им је пробој на тржиште Северне Америке.
Почетком 1990-их, група се повукла из медија, као последица прекомерне употребе алкохола и напетости између чланова, што је довело до распада 1995. године. 1999. године група се поново окупила и снимила албум "Изван добра и зла", након чега су поново издати сви албуми на територији Азије и Источне Европе у 2003. години и Јапану 2004. године. 2006. године група се по други пут окупила како би ишла на међународну турнеју. У октобру 2007. године група је издала албум "Рођен у овоме", за издавачку кућу "РоудРанер".
У јулу 2009. године, Ежбури је рекао да Калт неће више снимати албуме, него се фокусирати на ИП-и и дигитална издања за објављивање новог материјала, иако је касније променио мишљење и рекао да ће бити још албума у блиској будућности. Група је од тада је објавила још два студијска албума: "Избор оружја" (2012), и "Скривени град" (2016).

## Историја

### Рана историја (1981—1984)
Порекло групе може се пратити од 1981. године у Бредфорду, Јоркшир, када је певач и текстописац Ијан Ежбури формирао групу под називом "Јужни Култ смрти". Ово име је имало двоструко значење, и био је прихваћен из индијанске религије 14. века.
Ежбурију се придружио Баз Бароуз (гитара), Бери Џепсон (бас-гитара) и Аки Наваз Куреши (бубњеви). Премијерно су наступили у "Краљичиној хали" у родном граду Бредфорду 29. октобра 1981. године. Група је била на челу настајања новог правца музике, у виду мешавине пост-панк и готик-рока (тада познат као "позитивни-панк"), те су убрзо дошли до одобравања музичких критичара и љубитеља музике.

### Пробој у мејнстрим (1985—1990)
Маја 1985. године Калт је објавио свој четврти сингл, "Она продаје склониште", који је досегао на 15. место у Великој Британији и провео укупно 23 недеља у Топ 100. Песма је недавно изгласана на 18. место у "ВХ1 Инди топ 100". У јуну 1985. године, након злоупотребе дроге, Престон је отпуштен из групе. Бубњар "Биг Каунтрија" Марко Брзезицки је изабран да замени Престона, а такође се појављује у споту за "Она продаје склониште". Калт снима свој други албум, "Љубав" у јулу и августу 1985. Стил музике и имиџ групе се знатно променио, више није била толико панк-оријентисана, већ је попримила утицаје психоделије из '60-их. Албум "Љубав" је имао велики успех, достижући број 4 у Великој Британији и продајом 100.000 примерака тамо, 500.000 примерака широм Европе, као и 100.000 у Аустралији и 500.000 примерака у Сједињеним Државама. До данас, албум је продата у преко два и по милиона примерака широм света.

### Албум "Церемонија" и тужба (1991—1994)
Године 1991, Ежбури и Дафи поново пишу за свој следећи албум. Током демо снимака, Тод Хофман и Џејмс Котак су свирали бас и бубњеве. Током актуелних сесија снимања албума, поново регрутују Карија да свира бубњеве, са Чарли Дрејтоном на басу, и разним другим извођачима. Радни однос Ежбурија и Дафија је драматично опао у то време, те су ретко проводили време заједно у студију током снимања. Албум "Церемонија" је објављен са мешовитим критикама. У САД попео се на број 34, али продаја није било импресивна као код претходне три плоче, продавши само око један милион примерака широм света. Два званична сингла су пуштена у етар: "Син дивљег срца" (Велика Британија бр. 34, Канада бр. 41) и "Срце душе" (Велика Британија бр. 50), иако је песма "Бело" објављена као сингл само у Канади, "Слатко спасење" објављена је као сингл у Аргентини 1992. године, а насловна нумера "Церемонија" је пуштена у Шпанији.

### "Калт"[истоимени албум] (1994—1995)
Са истом поставом, група је издала "Калт" у октобру 1994. године, у продукцији Боб Рока. Истоимени албум је обично називан "Црни ован" код фанова групе. Ежбури дефинише као "врло лична и интимна откривања" песме о његовом животу, са конотацијама на сексуално злостављање са 15 година, до смрти Најџела Престона, његових несмотрених година проведених у Глазгову касних 1970-их .

### Распад (1995—1998)
Током турнеје "Црна киша" Јужном Америком у пролеће 1995. године, упркос чињеници да је већ снимљено још неколико нових песама, турнеја је прекинута након појављивања у Рио де Жанеиру у марту месецу, а група се растала наводећи неодређене проблеме током јужноамеричке турнеје. Ежбури је покренуо гаражни групу "Свети Варвари" неколико месеци касније. Група је имала свој деби у клубу "100" у Лондону у фебруару 1996. године, а објавила свој први (и једини) албум у мају 1996. године. Обишавши Северну Америку и Европу до краја 1996. године, група је почела да пише материјал за други албум 1997, али убрзо престаје са радом и Ежбури почиње да пише и снима соло албум. Током 1997. и 1998. године Ежбури је снимио соло албум, првобитно се под називом "Природно рођена герила", касније названу "Надувано појачало". На крају, албум је остао неиздат до јуна 2000. године, када је објављен под именом "Дух\светло\брзина". Ежбури је одржао један солистички концерт у 1999.

### Поновни окуп (1999—2001)
Године 1999, Ежбури и Дафи су реформисали Калт са бубњарем Мет Сорумом и басистом Мартином Леноблеом. Њихов први званични наступ је био на концерту тибетанске слободе у јуну 1999. године. Концертна турнеја "Калт се уздиже" 1999. резултирала је са распродатих 30 датума по САД, закључно са 8 узастопних распродати ноћи у "Кући блуза" у Лос Анђелесу. У 2000. години, група је обишла Јужну Африку по први пут, Северну и Јужну Америку, те снимила песму "Уцртано на мом срцу" за потребе филма "Нестали у 60 секунди". У јуну, дуго одлагани соло албум Ежбури је коначно објавио као "Дух\Светло\Брзина", али није успео да добије много успеха. У новембру 2000. године, друга овлашћена компилација највећих хитова је пуштена, "Чисти Калт: Синглови 1984—1995.", заједно са пропратним DVD-јем. Калт, као и сам Ијан Ежбури, учествовали су на "Д Дорс" трибјут албуму, изводећи "Дивље дете" и "Додирни ме".

### Други распад (2002—2006)
Крајем 2002. године, Ијан Ежбури је прогласио Калт на паузи на неодређено време, након извођења низа концерата у октобру 2002. године, промовишући DVD "Музика без страха". Током ове друге паузе, Ежбури је наступао као члан Дорса, са преостала два од оригиналних чланова те групе. Нови Дорси су тужени небројано пута, и од породице Џим Морисона и бубњара Џона Денсмора. Ежбури је наводно почео са радом на снимању другог соло албума који је касније постао окосница за албум Калта "Рођен у овоме".
Године 2005, група се ујединила за припрему светске турнеје "Повратак у дивљину" 2006. године, са првим наступом у четири године у ТВ емисији "Лејт лејт шоу" Крега Фергусона. Њихов састав се сада састоји од Ежбурија (вокал), Дафија (гитара), Џона Темпесте (бубњеви), Димкића (ритам гитара) и Вајса (бас). Прва фаза одржана је у марту 2006. године у Сан Франциску, Калифорнија. Целу турнеју забележио је "Инстант лајв", где је снимак продаван након завршетка истог. У мају је одржана осмодневна турнеја у Канади. Касније тог лета, обишли су централну и источну Европу и тиме одржали своје прве концерте у Бугарској, Пољској и Србији. Једанаестодневна Британска турнеја је пратила, затим још неколико датума у Сједињеним Америчким Државама, завршивши се Јужноамеричком турнејом у децембру. Те године, Дафи је започео групу "Циркус Диабло" са Били Морисоном, Сорумом, Брет Скалионсом и Рики Варвиком.

### "Рођен у овоме"(2007—2009)
Дана 29. маја 2007. године, група је потписала уговор са главном метал издавачком кућом "Роудранер Рекордс". Њихов осми студијски албум, под називом "Рођен у овоме" издат је 16. октобра, под продуцентском палицом Мартина Гловера, басисте "Килинг Џоука". "Рођен у овоме" је објављен као стандардна верзија на једном диску и ограничено издање на два диска. Други диск је садржао бонус пет нумера: "Самостални", "Ратни пони уништитељ", "Ја убица (демо)", " Звук уништења (демо)" и "Дивљаци (продужена верзија)". Пре његовог изласка, група је свирала низ фестивала као главни акт, и подржала групу "Ху" у Европи током лета 2007. године, са САД турнејом након. Наступ групе у Ирвинг Плази у Њујорку почетком новембра 2006. године снимљен је и објављен 2007. године као "Калт уживо у Њујорк Ситију". То је било прво DVD издање групе у високој дефиницији. У међувремену, Ежбури је учествовао као вокалиста на два нумере на албуму групе "Анкл" 2007. године по имену "Ратне приче", са првим синлом "Изгори моју сенку".

### "Избор оружја"(2011—2013)
Током концерта Култа у "Хамерсмит Аполо-у" у Лондону 21. јануара 2011. године Ијан Ежбури је изјавио да ће Калт да снима нови албум непосредно након турнеје. Такође је најавио сарадњу са продуцентом Крис Госом. 11. маја 2011. године, саопштено је да је Калт потписао уговор са "Кукинг Вајнл Рекордсом", који ће објавити нови албум почетком 2012. Коментаришући, гитариста Били Дафи је рекао: "Ми се веома радујемо повратку нашим коренима у Великој Британији радећи са "Кукинг Вајнлом"." Певач Ијан Ежбури је додао: "Радујемо се дугом и плодном односу са овом издавачком кућом." До маја 2011. године, група је завршила писање и снимање нових ствари у свом "Дивња планина" студију, скривеном у Холивудским планинама. У октобру 2011. године, басиста Крис Вајз изјавио је да је албум скоро завршен и очекује се да ће бити објављен у априлу 2012. Крис је такође описао плочу као "Лед Цепелин / Стуџис микс енергије."

### "Скривени град"(2013—данас)
Марта 2013, Били Дафи је рекао за Аргентинске медије да је Калт почео рад на новом албуму за 2016. годину. Група је требало да почне рад на албуму након завршетка светске турнеје 2013. године, где су свирали албум "Електрични" у целости. У августу 2014, Били је додао да ће нови албум бити "више гитарски".
Дана 5. новембра 2015, најављено је да ће Калт издати свој нови албум, под називом "Скривени град", 5. фебруара 2016. године. Наводи се да је албум завршни део трилогије која је почела са албумом "Рођен у овоме", и обележава пети пут како Боб Рок седи за продуцентском столицом. Група је такође објавила да су унајмили басисту Грент Фицпатрика, као замену за Крис Вајза.
Крис Чејни из групе "Џејнс Адикшн" свирао је бас гитару на албуму.

## Чланови
- Ијан Ежбури – главни вокал, даире (1983–1995, 1999–сада)
- Били Дафи – гитара (1983–1995, 1999–сада)
- Грент Фицпатрик – бас (2015–сада)
- Дејмон Фокс - клавијатуре (2015–сада)
- Џон Темпеста – бубњеви (2006–сада)

## Дискографија
- Време за снове (1984)
- Љубав (1985)
- Електричан (1987)
- Сонични храм (1989)
- Церемонија (1991)
- Калт (1994)
- Изван добра и зла (2001)
- Рођен у овоме (2007)
- Избор оружја (2012)
- Скривени град (2016)